# Yupiltepeque
Yupiltepeque – niewielka miejscowość w południowo-wschodniej Gwatemali, w departamencie Jutiapa, około 22 km na południowy wschód od stolicy departamentu, miasta Jutiapa, oraz około 18 km na zachód od granicy z Salwadorem. Miasto leży na wyżynie u podnóża gór Sierra Madre de Chiapas, na wysokości 994 m n.p.m. Według danych szacunkowych w 2012 roku liczba ludności miasta wyniosła 2788  mieszkańców. 

## Gmina Yupiltepeque
Jest siedzibą władz gminy o tej samej nazwie, która w 2012 roku liczyła 15 659 mieszkańców.  Gmina jak na warunki Gwatemali jest bardzo mała, a jej powierzchnia obejmuje zaledwie 36 km². Gmina ma charakter rolniczy.    